# Le Fréchet
Le Fréchet (em occitano:  Eth Herishet) é uma comuna francesa na região administrativa da Occitânia, no departamento do Alto Garona. Estende-se por uma área de 4.21 km², com 101 habitantes, segundo o censo de 2018, com uma densidade de 24 hab/km².